# Applikation (sömnad)

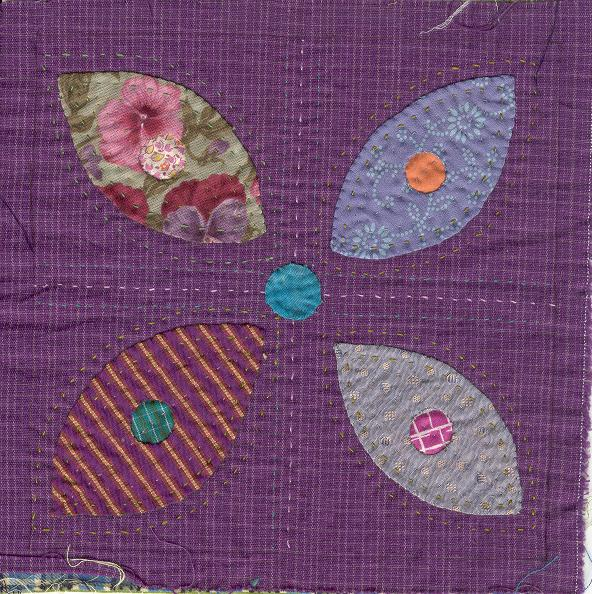
Applikation avsedd att bli en del i ett lapptäcke.

Applikation är ett textilt handarbete. Tygbitar sys eller limmas fast på ett underlag i syfte att bli en bild eller ett mönster. På så sätt skiljer sig tekniken från lappteknik, där man bildar mönster genom att sy ihop tyglappar kant mot kant. Mönstret kan täcka hela bottentyget eller delar av det. 
I omvänd applikation sys två eller flera lager tyg ihop. Ett mönster klipps ut i det översta tyget, och kanterna sys fast i nästa tyglager. Sedan klipps ett mönster i nästa lager, och kanterna sys fast i nästa och så vidare. Omvänd applikation förekommer bland annat i molablusar från San Blas-öarna.